# Экк, Леонард фон
Леонард (Леонгард) фон Экк (нем. Leonhard von Eck; 1480[…], Кельхайм, Нижняя Бавария — 17 марта 1550, Мюнхен) — баварский юрист и политик три десятилетия занимавший пост канцлера Баварии; яростный и могущественный противник Реформации.

## Биография
Леонард Экк родился около 1480 года в нижнебаварском городке Кельхайм на берегу Дуная. Выходец из рода Экк фон Кельхайм — «низшего, нетурнирного дворянства». Образование получил в Ингольштадтском и Сиенском университетах, где занимался преимущественно юриспруденцией и там защитил степень доктора права.
По возвращении из Италии в Баварию Экк был назначен наставником принца Вильгельма и стал его ближайшим советником и канцлером (1519), когда Вильгельм IV вступил на баварский престол. 
В 1520 году Экк женился на Фелиситас фон Фрейберг, вдове Дитриха фон Плинингена, чью библиотеку он унаследовал.

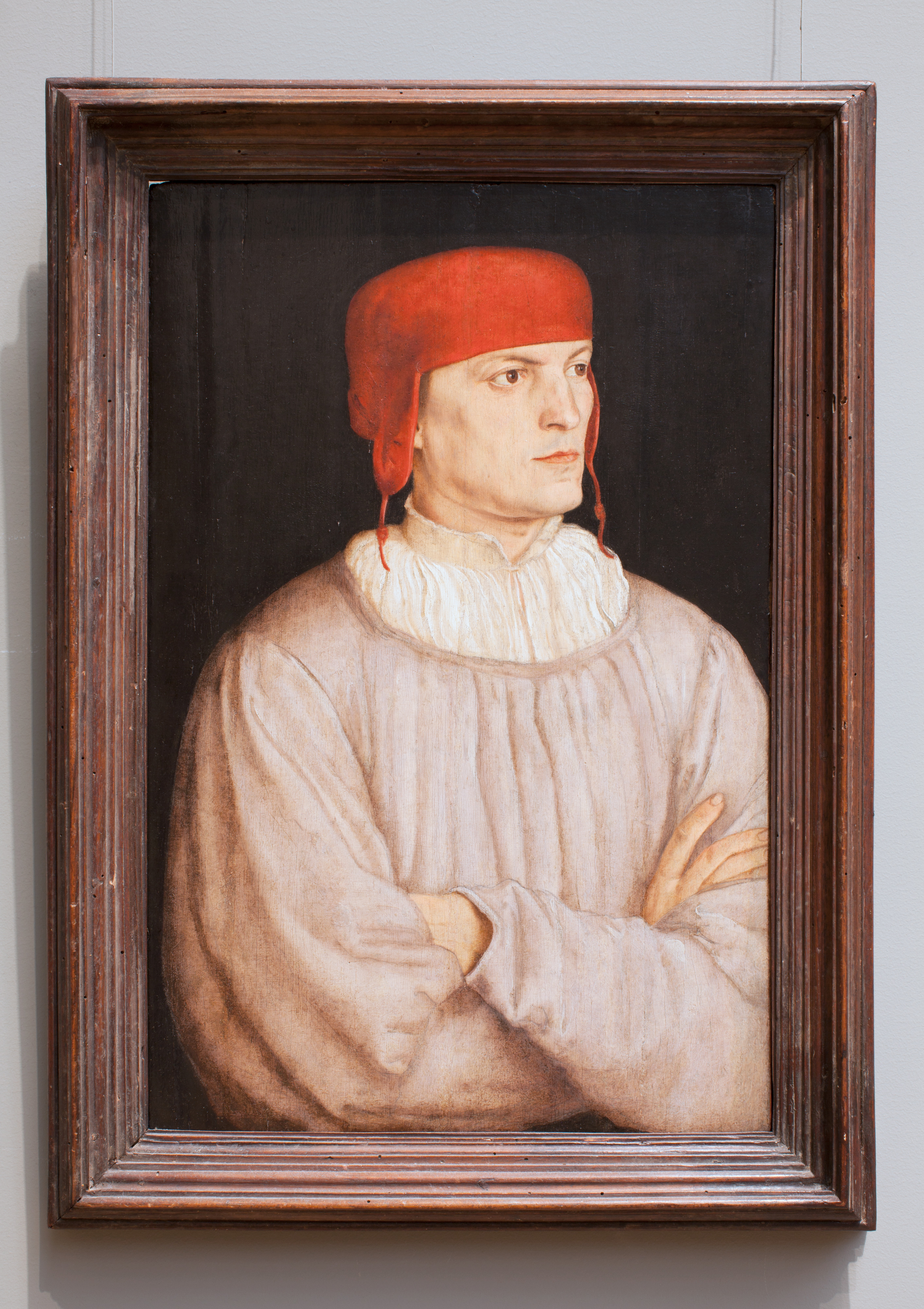
Леонард фон Экк
(художник Бартель Бехам)

Л. фон Экк был душой как внутренней, так и внешней политики Баварии в эпоху Реформации. Приверженцев последней он подвергал беспощадным преследованиям. Главной его целью было усилить Баварию и добиться избрания её герцога в короли Священной Римской империи. Для этого он установил близкие отношения и с Карлом V, и даже с протестантскими князьями. На Аугсбургском сейме он высказывался за подавление реформационного движения, но после заключения Шмалькальденского союза сблизился с курфюрстом саксонским и ландграфом гессенским. 
Когда натянутые отношения между императором Священной Римской империи Карлом V и протестантами разрешились окончательным разрывом, Экк снова встал на сторону императора. Такая непоследовательная политика не могла привести к успешным результатам. Вильгельм IV не только не был избран в римские императоры, но и не получил Пфальцского курфюршества, на которое очень рассчитывал.
Леонард фон Зкк умер в Мюнхене 17 марта 1550 года и был похоронен в своём родном городе.
Его бюст был установлен в Зале славы баварской столицы.
Своему единственному сыну Освальду (ученику Иоганна Авентина), который родился в 1539 году, он оставил огромные поместья в Рандеке (Эссинг), Вольфсегге и Хофе (Эрдвег), а также внушительное состояние. Однако всего через несколько лет Освальд фон Экк разорился и его имущество было насильно продано с аукциона; он умер в Регенсбурге в 1573 году.